# Distriktmeisterschaft von Lourenço Marques
Die Distriktmeisterschaft von Lourenço Marques (port.: Campeonato Distrital de Lourenço Marques) war ein Wettbewerb für Fußball-Vereinsmannschaften in der damaligen portugiesischen Kolonie Mosambik und wurde insgesamt 40 Mal, von 1922 bis 1961 ausgetragen. Teilnehmer waren die Vereine aus dem Distrikt von Lourenço Marques (heute Maputo), Hauptstadt des Landes. Bis zur Einführung der landesweiten mosambikanischen Meisterschaft (heute Moçambola) im Jahr 1956 war sie der bedeutendste Wettbewerb des Fußballs in Mosambik.
Der Ferroviário Lourenço Marques war mit 14 Titeln Rekordgewinner des Wettbewerbes, vor Grupo Desportivo de Lourenço Marques mit 12 Titeln. Der 1920 gegründete Sporting Clube de Lourenço Marques, Filialverein Nr. 6 des portugiesischen Klubs Sporting Lissabon, entschied neun Meisterschaften für sich. Die heute nicht mehr existenten Vereine Athletic und Clube Indo-Português gewannen zwei beziehungsweise einen der insgesamt 38 vergebenen Meisterschaftstitel.

## Titelträger
| - 1922: Sporting Clube de Lourenço Marques - 1923: Athletic - 1924: Clube Indo-Português - 1925: Grupo Desportivo de Lourenço Marques - 1926: Grupo Desportivo de Lourenço Marques - 1927: Grupo Desportivo de Lourenço Marques - 1928: Athletic - 1929: Grupo Desportivo de Lourenço Marques - 1930: Sporting Clube de Lourenço Marques - 1931: Ferroviário Lourenço Marques - 1932: Ferroviário Lourenço Marques - 1933: Sporting Clube de Lourenço Marques - 1934: Ferroviário Lourenço Marques - 1935: Ferroviário Lourenço Marques - 1936: Ferroviário Lourenço Marques - 1937: Grupo Desportivo de Lourenço Marques - 1938: Sporting Clube de Lourenço Marques - 1939: Ferroviário Lourenço Marques - 1940: Sporting Clube de Lourenço Marques - 1941: -- kein Titel vergeben -- | - 1942: Ferroviário Lourenço Marques - 1943: Sporting Clube de Lourenço Marques - 1944: Grupo Desportivo de Lourenço Marques - 1945: Grupo Desportivo de Lourenço Marques - 1946: Grupo Desportivo de Lourenço Marques - 1947: Ferroviário Lourenço Marques - 1948: Sporting Clube de Lourenço Marques - 1949: Ferroviário Lourenço Marques - 1950: Ferroviário Lourenço Marques - 1951: Ferroviário Lourenço Marques - 1952: Grupo Desportivo de Lourenço Marques - 1953: Sporting Clube de Lourenço Marques - 1954: Ferroviário Lourenço Marques - 1955: Ferroviário Lourenço Marques - 1956: Grupo Desportivo de Lourenço Marques - 1957: Grupo Desportivo de Lourenço Marques - 1958: Ferroviário Lourenço Marques - 1959: Grupo Desportivo de Lourenço Marques - 1960: Sporting Clube de Lourenço Marques - 1961: -- kein Titel vergeben -- |